# Матханов, Иринчей Эдуардович
Иринчей Эдуардович Матханов (род. 25 февраля 1965, Улан-Удэ) — российский политик, депутат Государственной Думы Федерального Собрания Российской Федерации 6-го созыва.

## Биография
Избирался депутатом Народного Хурала Республики Бурятия второго, третьего, четвёртого и шестого созывов.

### Депутат Государственной думы
27 марта 2013 года получил от ЦИК мандат депутата Государственной Думы Федерального Собрания Российской Федерации шестого созыва. Получил освободившийся мандат Константина Ильковского, ушедшего в губернаторы.